# Де Лотрек, Габриэль
Габриэль де Лотрек — французский писатель, поэт, переводчик и юморист.

## Биография
Габриэль де Лотрек — двоюродный брат художника Анри де Тулуз-Лотрека, но имел с ним лишь дальние отношения.
Он забытый ученик Альфонса Алле. Колумнист, переводчик и поэт, он тоже был настоящим шутником.
Он появился в Париже в 1889 году, стройный и элегантный, с моноклем, он был виконтом и курил сигару. Репетитор в парижской средней школе, он часто посещал литературные пивные Латинского квартала и встретил Альфонса Алле в «Чёрном коте», знаменитом кабаре на Монмартре. Он получил степень в области литературы и опубликовал сборник Стихов в прозе (1898), открывший ему двери в литературный Париж.
Габриэль де Лотрек провёл салон в Пасси, где принимал Жана Лоррена, Вилли, Жана де Тинана, Альфреда Жарри, Оскара Уайльда и Поля Верлена. Он встречался с последним как-то вечером, напротив кафе, на улице Суффло. Пятидесятилетний мужчина, усталый, волочащий ногу, но гордый. И настоящая голова дикой природы. Когда поэт умер, Габриэль де Лотрек присматривал за его телом. Он признается в своих мемуарах, что украл прядь его волос.
Среди его заявлений о славе — основание в 1930 году Академии юмора с Курнонским и Куртелином .
Он также переводил сказки Марка Твена, предваряя их эссе о юморе.
Он упоминается Роланом Доржелесом в Au beau temps de la Butte, Paris, Albin-Michel, 1963, стр. 178—181).
В 1929 году Лотрек ушел с преподавания латыни в Марселе, а затем вернулся в Париж, больной и расстроенный. У него не было настоящего посвящения. Неудачный кандидат во Французскую академию в 1923 году, он получил орден Почетного легиона в 1936 году .

## Работы
- Стихи в прозе (1898 г.)
- Черные розы (1906)
- «История неизвестного» («Академос», февраль 1909 г.)
- Месье де Крак (1913) (издательство Pierre Lafitte & Cie — илл. Р. де ла Незьер)
- Андре Фой, Жозеф Эмар (1920), издание Galerie Montaigne, Париж
- Морской змей (1922)
- Месть овального портрета (1922 г.); тростник. 1997 г. в coll. " Все ещё , Дух полуостровов)
- Воспоминания о беззаботных днях (1938)

## Антология
- Гастон Дерис, Искусство быть гурманом, Париж, Альбен Мишель, 1929. В этой книге, которая дает 290 рецептов литераторов, художников, политиков и т. Дерис упоминает рецепт (№ CCLXXXVII) Габриэля де Лотрека : Омлет с вареными яйцами.